# Jutta Ferbers
Jutta Ferbers (* 1957 in Köln) ist eine deutsche Dramaturgin.

## Werdegang
Ihr erstes Engagement als Dramaturgin hatte sie in Landshut, ab 1983 am Schauspielhaus Bochum. 1986 wurde sie Dramaturgin am Burgtheater Wien. Dort arbeitete sie mit Claus Peymann (u. a. Shakespeares Richard III., mit Hermann Beil 1988 Uraufführung von Thomas Bernhards Drama Heldenplatz sowie Uraufführungen von Peter Handke, darunter: Die Stunde da wir nichts voneinander wussten) und Arbeit mit den Regisseuren Ruth Berghaus, Achim Freyer, Leander Haußmann, Hans Neuenfels, Tamás Ascher, Peter Zadek und George Tabori. 
Sie übernahm einen Lehrauftrag an der Akademie der Bildenden Künste Wien. Mit Hermann Beil erarbeitete sie Übersetzungen von Stücken Ibsens und Marlowes, mit Thomas Brasch Richard III. und Richard II. Ab 1999 war sie Chefdramaturgin und Direktionsmitglied am Berliner Ensemble.
Am Berliner Ensemble: Kafkas Der Prozess, Tucholskys Wir Negativen!, Anouilhs Das Orchester und Abende zu Wilhelm Busch und Frank Wedekind. Sie übernahm die Dramaturgien für Robert Wilsons Inszenierungen von Leonce und Lena, Wedekinds Lulu, Das Wintermärchen, Die Dreigroschenoper und Shakespeares Sonette.
Zuletzt erarbeitete sie mit Peymann für das Theater in der Josefstadt eine Wiener Inszenierung von Samuel Becketts Warten auf Godot.

## Privates
Jutta Ferbers war bis zu seinem Tod im Juli 2025 die Lebensgefährtin von Claus Peymann. Das Paar lebte in Berlin-Köpenick.

## Herausgeberschaft
- 2016: Claus Peymann – Mord und Totschlag – Theater / Leben, hrsg. von Jutta Ferbers, Anke Geidel, Miriam Lüttgemann und Sören Schulz. Alexander Verlag Berlin, 536 Seiten, ca. 300 Abb.